# Christopher David
Christopher David is een Amerikaans acteur. Hij speelde in diverse films en series, waaronder Everybody Hates Chris, Zoey 101 en iCarly.

## Filmografie

### Film
- 2006: Face of the Enemy, als Iraqi Son
- 2007: Rules of Engagement, als Freddy
- 2008: Fatherland, Elijah
- 2008: Night Writer, als basketbalspeler
- 2009: Don't Touch It, als broer

### Televisie
- 2005: Head Cases, als jonge Adam Goldberg
- 2007: Everybody Hates Chris, als huisman
- 2007: Out of Jimmy's Head, als wanhopig kind
- 2007: Zoey 101, als jongen
- 2008: iCarly, als Ripoff Rodney
- 2008: Tweny Good Years, als jonge Jeffrey Pyne
- 2012: The Secret Life of the American Teenager, als student
- 2023: iCarly, als Rodney